# Hansenberg (Berg)
Der Hansenberg ist ein 560,2 m hoher Berg im nordöstlichen Ausläufer des Rothaargebirges. Der Berg liegt südlich von Messinghausen im Stadtgebiet von Brilon, Nordrhein-Westfalen (Deutschland). Der größte Teil des Hansenberges wurde mit dem Landschaftsplan Hoppecketal am 25. Januar 2002 als Naturschutzgebiet (NSG) ausgewiesen. Das NSG hat eine Größe von 58,9 ha. Das NSG stellt eine Teilflächen im Fauna-Flora-Habitat (FFH) Gewässersystem Diemel und Hoppecke (Natura 2000-Nr. DE-4617-302) im Europäischen Schutzgebietsystems nach Natura 2000 mit einer Größe von 606 ha dar. Das NSG gehört seit 2023 zum Vogelschutzgebiet Diemel- und Hoppecketal mit angrenzenden Wäldern.

## Beschreibung

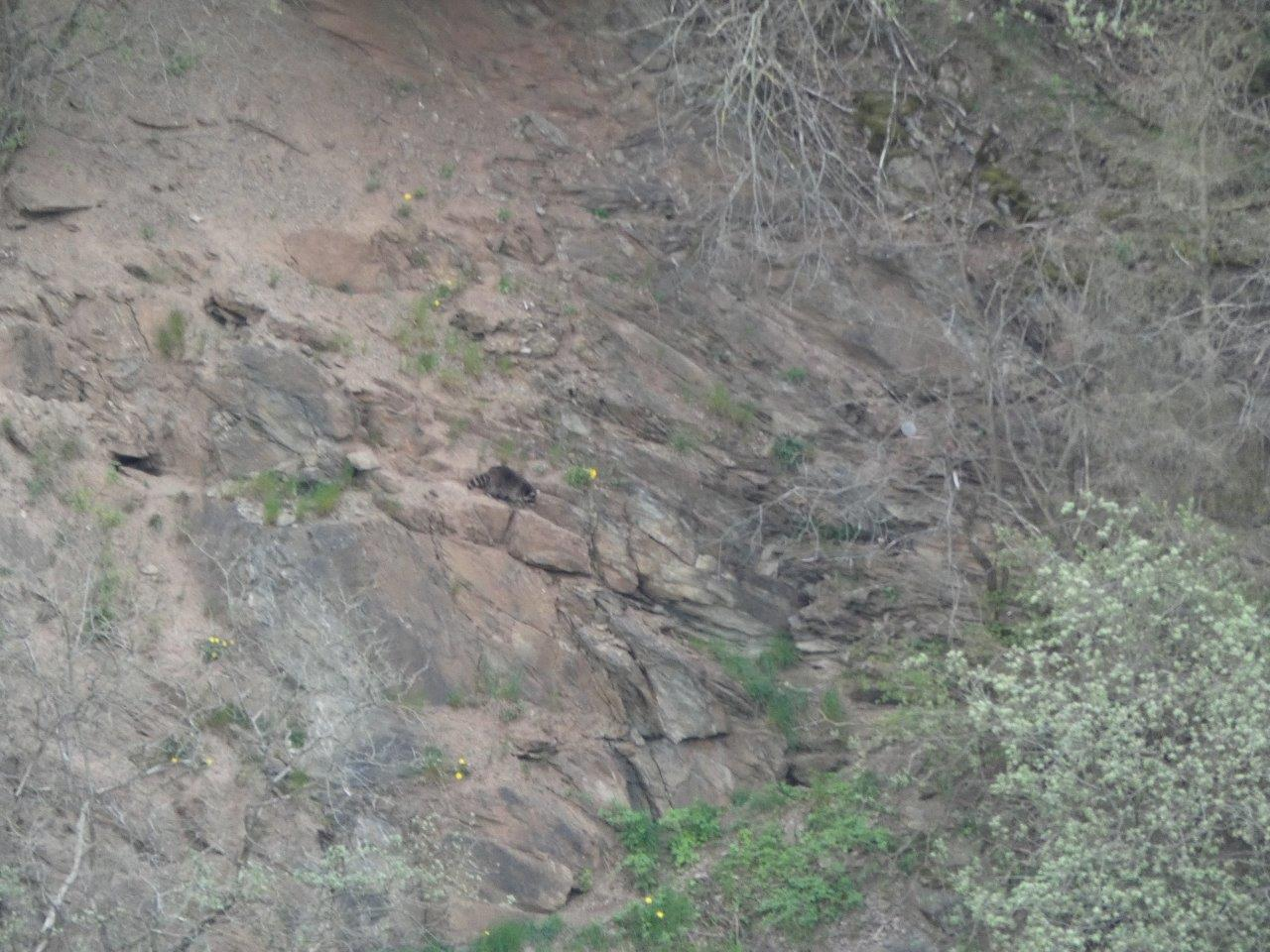
Waschbär im Steinbruch Hansenberg

Der Hansenberg ist zum großen Teil mit Rotbuchen, genauer Hainsimen-Buchenwald bedeckt. Am Westhang des Hansenberges befindet sich ein ehemaliger Steinbruch mit bis zu 40 m hohen Felswänden. Von der Bergkuppe läuft eine schmale Feldrippe südwestwärts.
Das Landesamt für Natur, Umwelt und Verbraucherschutz Nordrhein-Westfalen dokumentierte im Schutzgebiet Pflanzenarten wie Bitteres Schaumkraut, Bittersüßer Nachtschatten, Braunstieliger Streifenfarn, Buchenfarn, Busch-Windröschen, Echter Wolfsfuß,
Echtes Mädesüß, Eichenfarn, Einbeere, Fichtenspargel, Frühlings-Platterbse, Gegenblättriges Milzkraut, Gewöhnliche Goldnessel, Gewöhnliche Pestwurz, Gewöhnlicher Tüpfelfarn, Großes Mausschwanzmoos, Hain-Sternmiere, Heidelbeere, Kletten-Labkraut, Kohldistel, Mauerraute, Mittlerer Tüpfelfarn, Mittleres Hexenkraut, Nestwurz, Quirl-Weißwurz, Rundblättriges Wintergrün, Schwarze Teufelskralle, Wald-Bingelkraut, Wald-Engelwurz, Wald-Habichtskraut, Wald-Veilchen, Wald-Ziest, Waldmeister, Weiches Kammmoos, Wiesen-Bärenklau, Zerbrechlicher Blasenfarn, Zweiblättrige Schattenblume und Zwiebel-Zahnwurz.
Im ehemaligen Steinbruch breitet sich Japanischer Staudenknöterich auf einer Verkippungsfläche aus.

## Schutzzweck
Im NSG soll den Wald und den ehemaligen Steinbruch schützen. Wie bei allen Naturschutzgebieten in Deutschland wurde in der Schutzausweisung darauf hingewiesen, dass das Gebiet „wegen der Seltenheit, besonderen Eigenart und Schönheit des Gebietes“ zum Naturschutzgebiet wurde.
Der Landschaftsplan führt zum speziellen Schutzzweck auf: „Wesentlicher Schutzzweck ist die Sicherung des ökologischen Netzes ‚Natura 2000‘ im Sinne der FFH-RL, dem die hier wirksamen Ge- und Verbote des allgemeinen Festsetzungskataloges unter 2.1 Rechnung tragen.“

## Siehe auch

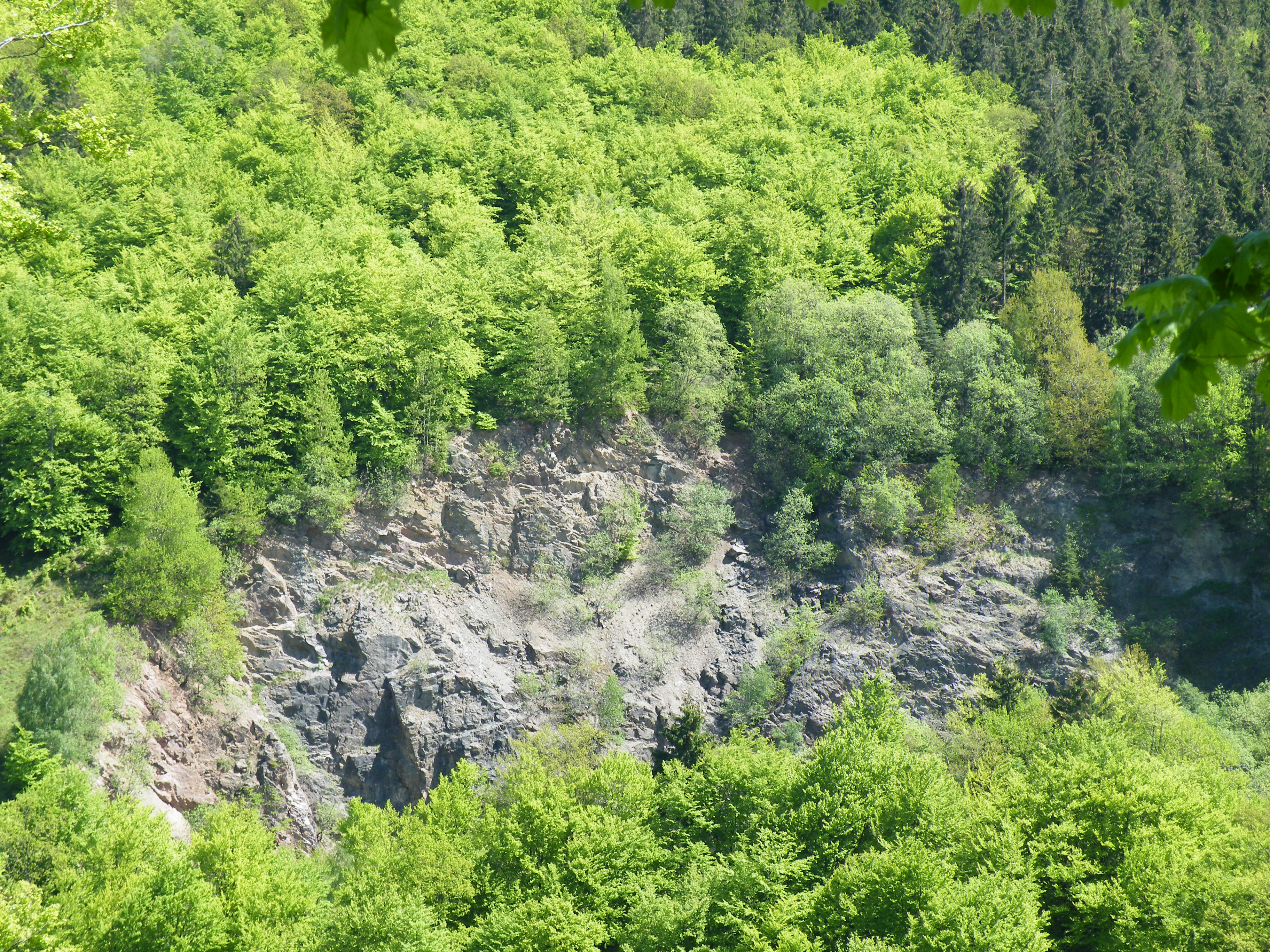
Steinbruch am Hansenberg von Westen